# Martin Herrmann (Mediziner)
Martin Herrmann (* 8. Februar 1895 in Penzig, Kreis Görlitz/Schlesien, (heute Pieńsk); † 16. März 1976 in Dettighofen) war ein deutscher Zahnarzt und von 1948 bis 1963 Professor für Zahnheilkunde an der Medizinischen Fakultät der Johannes-Gutenberg-Universität Mainz. 1955 gründete er dort mit Kollegen ein interdisziplinäres Kariesforschungsinstitut.

## Leben und Werk
Nach seinem Abitur (1914) am humanistischen Gymnasium in Görlitz war Martin Herrmann, Sohn eines Hauptlehrers und Kantors in Penzig, zunächst an der Universität Tübingen immatrikuliert, meldete sich dann aber als Kriegsfreiwilliger an die Front. Er leistete vom 15. August 1914 bis 1. Dezember 1918 Wehrdienst als Leutnant der Reserve, kehrte als Kompanieführer und Bataillonsadjutant im Ersten Weltkrieg mehrfach verwundet zurück und studierte dann bis 31. März 1921 Zahnmedizin an der Universität Breslau (bei Carl Partsch). Er legte am 13. Mai 1921 sein medizinisches Staatsexamen (im Fach Zahnmedizin) ab und erhielt seine Approbation als Arzt. Am 10. August 1921 wurde er mit einer Arbeit über „Schwangerschaft und Zahnsystem“ in Breslau zum Dr. med. dent. promoviert. Von 1928 bis 1931 studierte er Medizin an der Universität Breslau und legte am 20. März 1931 sein medizinisches Staatsexamen im Fach Medizin ab. Am 21. Dezember 1931 promovierte er an der Universität Rostock mit „Untersuchungen über den Calziumspiegel des Blutserums nach kalten Seebädern“ zum Dr. med. Während seiner Tätigkeit vom 1. November 1931 bis 1. Januar 1934 als Oberarzt an der Universität Breslau bei Hermann Euler ist er laut Euler durch manche wertvolle Arbeit, z. B. eine „über das damals neu aufgekommene Corbasil und eine über den Bleisaum“, bekannt geworden.
Herrmann war ab 1935 Mitglied im Stahlhelm, Bund der Frontsoldaten und in der SA, wo er vom Stahlhelm in die SA Reserve überführt wurde. Zum 1. Mai 1937 trat er der NSDAP bei (Mitgliedsnummer 4.016.399). Von 1939 bis Januar 1945 war er Stabsarzt im Reservelazarett Breslau 4 und leitete eine Abteilung für Kiefer- und Gesichtsverletzte als Kriegsdienstverwendung. Dort arbeitete er mit seinen späteren Mainzer Kollegen Josef Kluczka (1897–1966) und Fritz Jung zusammen. Ab Februar 1945 leitete er das Fachlazarett für Kiefer- und Gesichtschirurgie Mindelheim, war danach vom 1. November 1945 an bis 30. Oktober 1948 dort Chefarzt im Versehrtenkrankenhaus.
Mit seiner Habilitationsschrift „Die Kieferklemme, ihre Entstehung und Behandlung unter Berücksichtigung einer neuen orthopädischen Behandlungsmethode“ erhielt er 1944 seine Habilitation. Am 1. April 1948 wurde er ordentlicher Professor und übernahm die Institutsleitung der Klinik für Zahn-, Mund- und Kieferheilkunde der Universität Mainz, die er nach seiner Emeritierung zum 31. März 1963 noch kommissarisch bis zum 31. März 1964 weiterführte. Von 1960 bis 1961 war er Dekan der Medizinischen Fakultät.

### Das Mainzer Kariesforschungsinstitut
Mit Hilfe der Deutschen Partei bemühte sich Herrmann ab 1954, an der Universität Mainz das früher in Berlin zunächst von Hermann Schröder und dann von Hermann Euler geleitete Institut für Kariesforschung wieder zum Leben zu erwecken. Auf eine entsprechende Anfrage im Bundestag antwortete der Bundesminister des Innern, dass diese Einrichtung damals auf eine Initiative der Zahnärzteschaft zurückging und Zuschüsse nur in beschränktem Umfang aus Mitteln des Reichsministers des Innern erhielt. Nach den Bestimmungen des Grundgesetzes gehöre die Einrichtung eines solchen Instituts nun zum Zuständigkeitsbereich der Länder. Die Mitwirkung des Bundes könne sich nur auf Gewährung von Zuschüssen beschränken. Nachdem am 11. August 1955 das „Karies-Forschungsinstitut an der Johannes-Gutenberg-Universität Mainz“ in das Vereinsregister beim Amtsgericht Mainz eingetragen worden war, kamen am 18. Januar 1956 mehrere Wissenschaftler der Universität Mainz (neben Herrmann u. a. Hans-Diedrich Cremer (Mainzer Ernährungsphysiologie), Theo Lammers (Hygiene und Bakteriologie), sowie Peter Riethe, Josef Kluczka und Fritz Jung aus der Zahn-, Mund- und Kieferheilkunde) zur ersten Arbeitstagung des Instituts zusammen, dessen Vorstand im Sinne des §26 BGB Martin Herrmann und Hans-Diedrich Cremer bildeten. Zum Vorsitzenden des wissenschaftlichen Beirats wurde der Zahnarzt und Physiologe Albert Keil gewählt, ein ehemaliger Schüler Schröders und Mitarbeiter an dessen Kariesinstitut. Keil hatte 1948 in Gießen ein Laboratorium für Kariesforschung und Zahnbiologie eingerichtet, 1949 als erste Veranstaltung der neu geschaffenen Akademie für medizinische Forschung und Fortbildung eine gemeinsame Fortbildungsveranstaltung der hessischen Ärzte- und Zahnärztekammer organisiert, bei der auch Hertha Hafer einen Vortrag hielt, und war jetzt mit Lehrbefugnis Direktor des Zahnärztlichen Instituts der Universität Gießen.

### Vielfältige Forschung trotz spärlicher Mittel
Die Forschungsarbeiten des Mainzer Instituts deckten bis 1969 ein breites Themenfeld ab trotz spärlicher finanzieller Mittel, wie sich Herrmann 1970 beklagte: „Über mehrere Millionen DM jährlich für die Beseitigung akuter Zahnschäden auszugeben und der Ursachenforschung der Karies nur einige Tausend DM als immer wieder zu erbittende Spenden zur Verfügung zu stellen, ist grotesk und unhaltbar.“ In den letzten Jahren seien „finanzielle Zuwendungen von Seiten des Bundesverbandes der Deutschen Zahnärzte und der Deutschen Gesellschaft für Zahn-, Mund- und Kieferheilkunde, vom Kultus- und Innenministerium des Landes Rheinland-Pfalz, von der Landeszentralbank Rheinland-Pfalz, von der Vereinigung Freunde der Universität Mainz und vor allem vom Verband der Rentenversicherungsträger, Frankfurt, zu verzeichnen.“ Gelegentlich gingen Spenden von der Industrie und den Mitgliedern ein. Auf seiner Hauptversammlung im März 1962 habe der Deutsche Ausschuss für Jugendzahnpflege (DAJ) in Würdigung des vorliegenden Notstands eine Kommission gewählt mit der Aufgabe, den „Ausbau des Karies-Forschungsinstituts an der Universität Mainz zu betreiben und zu fördern.“ Herrmann geht in seiner Schrift Zahnkaries (1970) auf die weitere Entwicklung nicht ein. Den Zahnärztlichen Mitteilungen ist zu entnehmen, dass im März 1964 die Kommission des DAJ eine Denkschrift, „die eine Koordination der Forschung und einen gesicherten langfristigen Haushalt fordert,“ überarbeitet und mit einer Unterschriftenliste auf Glanzpapier gedruckt Regierungen, Bundestags- und Landtagsabgeordneten zuzustellen beabsichtigt. Inzwischen hatte die Stiftung Volkswagenwerk 1,8 Millionen DM für die Kariesforschung zur Verfügung gestellt, die jedoch in toto an das neu gegründete Kariesforschungsinstitut der Universität Berlin unter Leitung von Ewald Harndt fließen sollten. Wo endlich Mittel vorhanden wären, schien eine Koordination der Forschung erst recht nicht möglich zu sein. Bis 1970 hatte sich für die Kariesforschung die finanzielle Situation gebessert: „Heute, da reiche Mittel für die Kariesforschung zur Verfügung stehen, denkt man allzuoft nicht mehr daran, unter welchem Druck materieller Not und unter welch unbefriedigenden räumlichen Verhältnissen diese noch vor Jahren durchgeführt werden mußte.“

## Publikationen (Auswahl)
- 1952: Über die Zahnkaries. Dent. Ref. 15/16
- 1953 mit H. D. Cremer: Tierexperimentelle Untersuchungen über Ernährung und Zahnkaries. Dtsch. Zahnärztl. Z. 8:S.61
- 1956 mit W. Büttner und H. D. Cremer: Ernährungsfaktoren bei Zahn- und Knochenbildung. Dtsch. Zahnärztl. Z. 11:S. 984
- 1956 mit Fauzi Rozeik: Experimentelle Schädigung der Zähne durch Röntgenstrahlen. Zahnärztl. Ref. 3/4
- 1957 Die wissenschaftlichen Grundlagen der Kariesprophylaxe. Zahnärztl. Mitteil. 45:S. 309
- 1958 Die Veränderung der Härte des Zahns nach toxischen Fluorgaben (Tierexperimentelle Ergebnisse). Dtsch. Zahnärztl. Z. 13:S. 567
- 1959 mit Fauzi Rozeik: Zur Toxizitätsfrage des Fluors. Dtsch. Zahnärztl. Z. 14:S. 337
- 1961 Kariesprophylaxe in der Schwangerschaft. Zahnärztl. Mitteil. 51:S. 672
- 1962 mit Fauzi Rozeik: Über die endogene Kariesprophylaxe durch Knochenasche. Dtsch. Zahnärztl. Z. 17:S 880
- 1964 Kampf dem Gebissverfall. Zahnärztl. Mitteil. 54:S. 197
- 1966 Zahnkariesprophylaxe mit Fluor. Zahnärztl. Mitteil. 56:S. 597
- 1966 Die Zahnkariesprophylaxe unter besonderer Berücksichtigung des Fluors. Zahnärztl. Welt/Reform 67:S. 75
- 1968 Gravidität und zahnärztliche Behandlung. Zahnärztl. Praxis 19:S. 19
- 1969 Fluorretention aus fluoridierten Zahnpasten. Zahnärztl. Welt/Reform 70:Nr.1, S. 12

## Auszeichnungen und Funktionen
- Ehrenmitglied der Deutschen Gesellschaft für Zahn-, Mund- und Kieferheilkunde
- Ehrenmitglied der Stomatologischen Gesellschaften in den USA, Griechenland und Italien
- Mitglied des wissenschaftlichen Forschungsrats der Fédération Dentaire Internationale (FDI)
- Vorsitzender der Vereinigung der Hochschullehrer für Zahn-, Mund- und Kieferheilkunde